# Gokyo
Gokyo er en lille landsby i Nepal ved foden af Gokyo Ri. Landsbyen ligger på østsiden af den tredje Gokyo Sø, Dudh Pokhari. Gokyo ligger i en højde af 4750 meter, hvilket gør den til en af de højeste bosætninger i Nepal og i verden. Næsten alle bygningerne er gæstehuse til vandrere. De lokale, som bor i landsbyen, forlader byen vinteren over og flytter til lavere beliggende landsbyer som Namche Bazaar.
i 1995 dræbte en lavine 42 mennesker, heriblandt 17 udlændinge (13 japanere, to canadiere, en irsk kvinde og en tysker).
- Gokyo